# Макдіармід Парк
«Макдіармід Парк» (англ. McDiarmid Park) — футбольний стадіон в Перті, Шотландія, домашня арена ФК «Сент-Джонстон».
Стадіон відкритий 1989 року. На стадіоні багаторазово проводився фінал шотландського Кубка виклику